# Carnuntum
Carnuntum (grško Καρνους [Karnus] (Ptolemaj)) je bil rimski vojaški tabor ob Donavi v Noriku. Od 1. stoletja n. št. dalje je bil upravno središče rimske province Gornje Panonije. Njegovi ostanki se nahajajo v Spodnji Avstriji na pol poti med Dunajem in Bratislavo v Arheološkem parku Carnuntum. Park s površino več kot 10 km² je v bližini vasi Petronell-Carnuntum in Bad Deutsch-Altenburg.

## Zgodovina
Carnuntum se je razvil iz vojaškega tabora. Njegovo ime se na spomenikih skoraj vedno piše z začetnico K in izhaja iz keltskega karn-, ki pomeni mejnik ali kup kamenja. Carnuntum je bil prvič omenjen v času cesarja Avgusta leta 6, ko ga je Tiberij izbral za izhodišče vojnih operacij proti markomanskemu kralju Marobodu (Marbodu). Ko je postal bazni tabor XV. legije Apollinaris, se je mesto močno romaniziralo. Nekaj let kasneje je postalo središče rimskih obmejnih utrdb ob Donavi od Vindobone (Dunaj) do Brigetia (Ó-Szőny). Pod Trajanom in Hadrijanom je postal bazni tabor XIV. legije Gemina in upravno središče Gornje Panonije.
Carnuntum je bil pomembno središče za trgovanje z jantarjem, ki so ga prinašali s severa in prodajali v Italijo. Pod Hadrijanom se je iz vojaškega tabora razvil  municipij Aelium Carnuntum. V njem je bil med markomanskimi vojnami tri leta (172-175)  nastanjen  Mark Avrelij in tam napisal del svojih Meditacij. Po umoru cesarja Pertinaksa so vojaki v Carnuntumu leta 193 za novega cesarja razglasili svojega poveljnika in guvernerja Panonije Septimija Severja. Leta 308 je častno upokojeni cesar Dioklecijan v Carnuntumu predsedoval zgodovinskemu srečanju svojih socesarjev Maksimijana in Galerija, na katerem so poskušali zgladiti vedno večja nesoglasja v tetrarhiji. Na srečanju so razglasili versko svobodo v celem cesarstvu. V 4. stoletju so Carnuntum porušili germanski osvajalci. Cesar Valentinijan I. ga je kasneje delno obnovil, vendar ni nikoli več dosegel svojega nekdanjega pomena. Glavno vojaško središče je postala Vindobona. Med vdori barbarov so ga Rimljani dokončno zapustili. Uporabljali so ga samo še za pokopališče in vir gradbenega materiala, dokler ga ni nazadnje prekrilo rastlinje. 

## Sedanji Carnuntum
Arheološki park Carnuntum sestavljajo
- muzej, Heidentor (Ajdovska vrata) in amfiteater pri Petronellu,
- izkopanine na vrtu petronellskega gradu in
- Muzej Carnuntinum.

### Civilno mesto
Ostanki civilnega mesta so okoli vasi Petronell-Carnuntum. Ohranjeni so rimska mestna četrt, ruševine palače, amfiteater in Heidentor. 
Rimska četrt je bila periferni del nekdanjega civilnega mesta. Ruševine palače so v vasi Petronell. Antična hiša, imenovana Lucijeva hiša, je obnovljena s tradicionalnimi tehnikami in od 1. junija 2006 odprta za javnost. 
Središče civilnega mesta (forum) je bilo ob ruševinah palače, v kateri je bilo tudi kot veliko javno kopališče. 
Velik amfiteater s 15.000 sedeži je stal izven mesta. Napis na plošči, odkriti med ruševinami, pravi, da je bil četrti največji amfiteater v Rimskem cesarstvu.

### Heidentor
V letih 354-361 je bil ob mestu zgrajen mogočen slavolok zmage. Poročila iz tistega časa kažejo, da ga je dal zgraditi cesar Konstancij II. v spomin na svoje zmage. Ko je Carnuntum po  preseljevanju ljudstev izginil, je slavolok ostal osamljen sredi pokrajine in srednjeveški prebivalci so začeli verjeti, da je pod njim grob ajdovskega velikana. Spomenika se je zato prijelo ime Heidentor, se pravi Ajdovska vrata.

### Vojaško mesto
Edina ohranjena zgradba vojaškega dela mesta je amfiteater, ki je stal tik pred utrjenim vojaškim taborom. V bližnjem majhnem muzeju je prikazana zgodovina gladiatorjev.

### Gladiatorska šola
Septembra 2011 so s fotografiranjem iz zraka in snemanjem z globinskim radarjem odkrili značilne obrise antične rimske gladiatorske šole, ki je konkurirala šoli Ludus Magnus v Rimu in je merila okoli 2800 m2.

## Muzej Carnuntium
Arheološki muzej Carnuntium je v vasi Bad Deutsch-Altenburg ob Donavi. V njem so razstavljene vse pomembne arheoliške najdbe iz antičnega mesta. 

## Sklic
1. ↑  G. Jahn, Unique Roman gladiator school unearthed, MSNBC, AP.